# Landtag (historisch)
Landtag (lateinisch dietas) wurden die Zusammenkünfte der politisch berechtigten Stände eines Landes – eben der Landstände – im Spätmittelalter und in der frühen Neuzeit genannt.

## Bezeichnung
Da man ursprünglich nur einen Tag lang beisammen war und binnen dieses einen Tages alle gemeinsamen Angelegenheiten der Landleute zu verhandeln hatte, hießen die Versammlungen eben „Land-Tag“. Die lateinische Bezeichnung ist in gleicher Weise von dies ‚Tag‘ abgeleitet.

## Aufgaben
Die Landtage entwickelten sich häufig aus den Gerichtsversammlungen der Landesgemeinde. Ihre wichtigste Funktion war die Bewilligung von Steuern, die der Landesfürst nicht ohne Zustimmung der Stände anordnen durfte.

## Teilnehmer
In den ständischen Landtagen waren je nach Zeit und Region unterschiedliche Stände, die so genannten Landstände vertreten. Dies konnten sein: die Prälaten (Bischöfe, Kapitel, Klöster), der Adel (oft unterteilt in Herren und Ritter), die landesherrlichen Städte. Im Erzherzogtum Österreich waren auch die landesfürstlichen Märkte, in Tirol die bäuerlichen Gemeinden vertreten. Im Landtag selbst wurden die Angehörigen desselben Standes in Kurien oder Bänken zusammengefasst. Der Adel bildete die sogenannte Ritterschaft auf den Landtagen. Es wurden in der Regel drei Kurien unterschieden: Prälaten, Ritterschaft und Städte. Den ersten Stand – und damit die erste Kurie des Landtags – bildeten entweder die Prälaten oder die Herren. Die Gesamtheit der Landstände in einem bestimmten Herrschaftsgebiet wurde auch Landschaft genannt.
Die Angehörigen der Landtage wurden nicht durch Wahlen bestimmt. Vielmehr war die Teilnahme entweder ein persönliches Vorrecht der persönlich freien Inhaber eines Landguts (oft von einer bestimmten Mindestgröße) oder an ein Amt gebunden (z. B. für die Äbte der landtagsfähigen Stifte). Die Abgesandten der Städte wurden meist vom jeweiligen Stadtrat bestimmt, also auch nicht gewählt. Dieser Zusammensetzung des Landtags entsprach es, dass die früheren Landstände zunächst auch nur die Rechte ihres eigenen Standes vertraten und nur mittelbar auch zugleich als eine Vertretung des ganzen Landes gelten konnten.

## Abstimmungsverfahren
Die Abstimmungen in den Landtagen erfolgten nicht nach dem heute üblichen Mehrheitsprinzip. In der Regel wurde nach Kurienwahlrecht abgestimmt. Das heißt, man einigte sich zunächst innerhalb der einzelnen Kurien (dabei konnte durchaus das Mehrheitsprinzip angewendet werden) und verglich dann die Beschlüsse der Kurien untereinander. In manchen Ländern musste dann ein Konsens hergestellt werden, damit es zu einem Landtagsbeschluss kam. In anderen Territorien reichte es, wenn die Mehrheit der Kurien zustimmte, wobei aber die Zustimmung des jeweils führenden Stands (zumeist der hohe Adel) unbedingt notwendig war. In manchen Ländern führten besonders mächtige Mitglieder der Stände auch eine eigene Personalstimme und waren an keine Kurie gebunden.